# Glyceria borealis
Glyceria borealis là một loài thực vật có hoa trong họ Hòa thảo. Loài này được (Nash) Batch. mô tả khoa học đầu tiên năm 1900.

## Hình ảnh

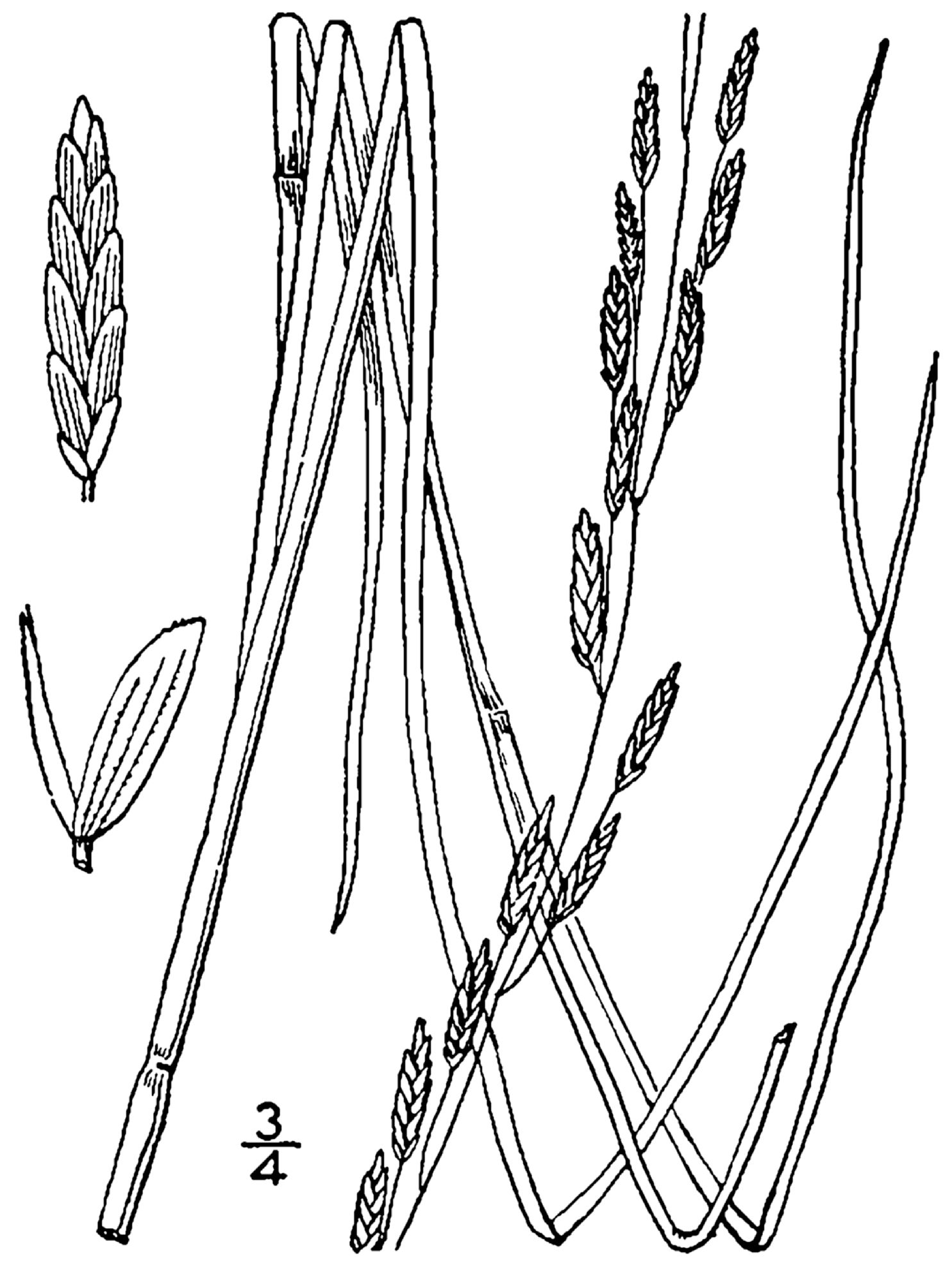
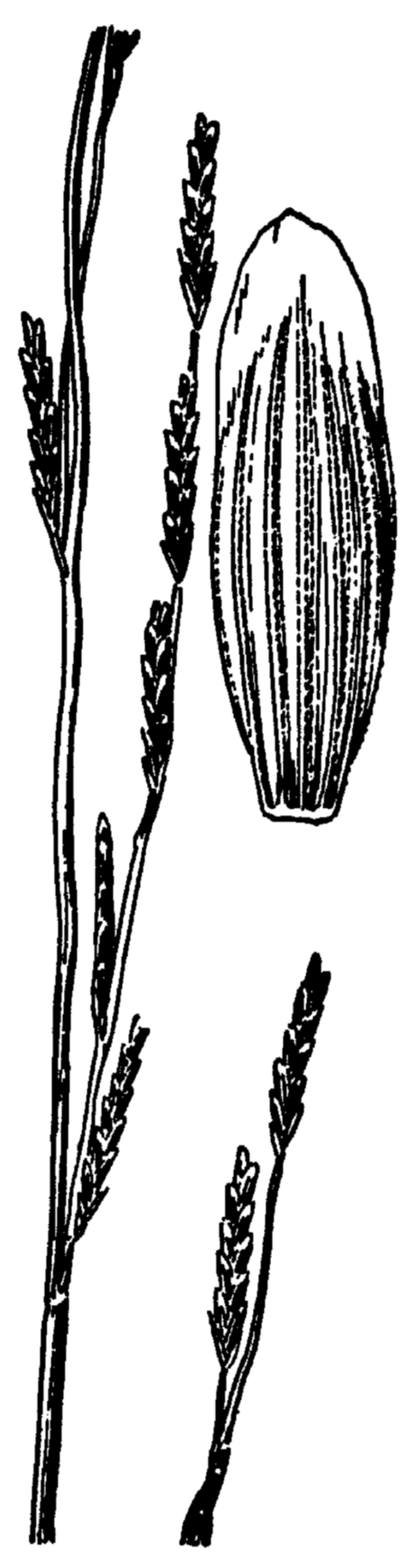
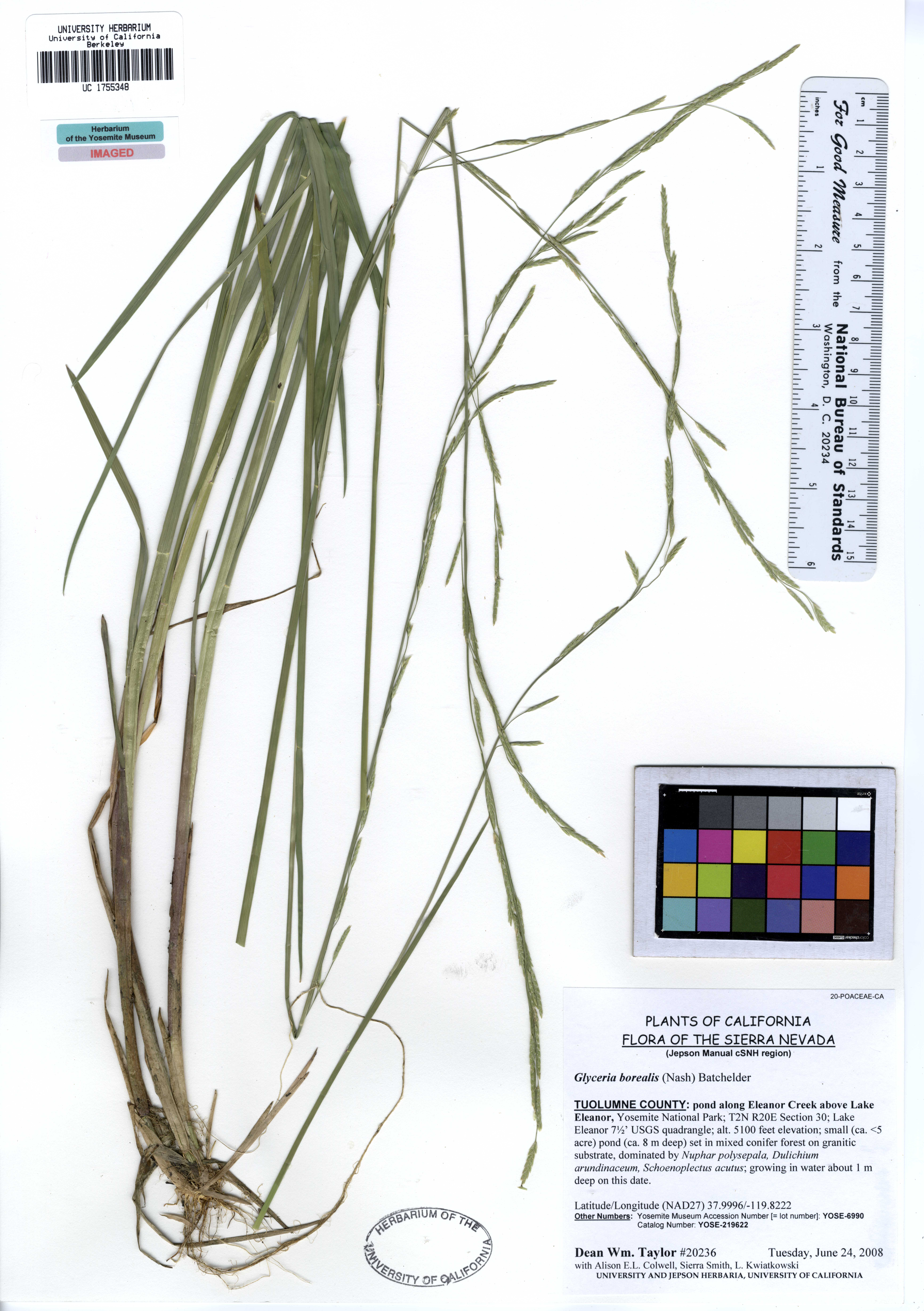